# قوشمه

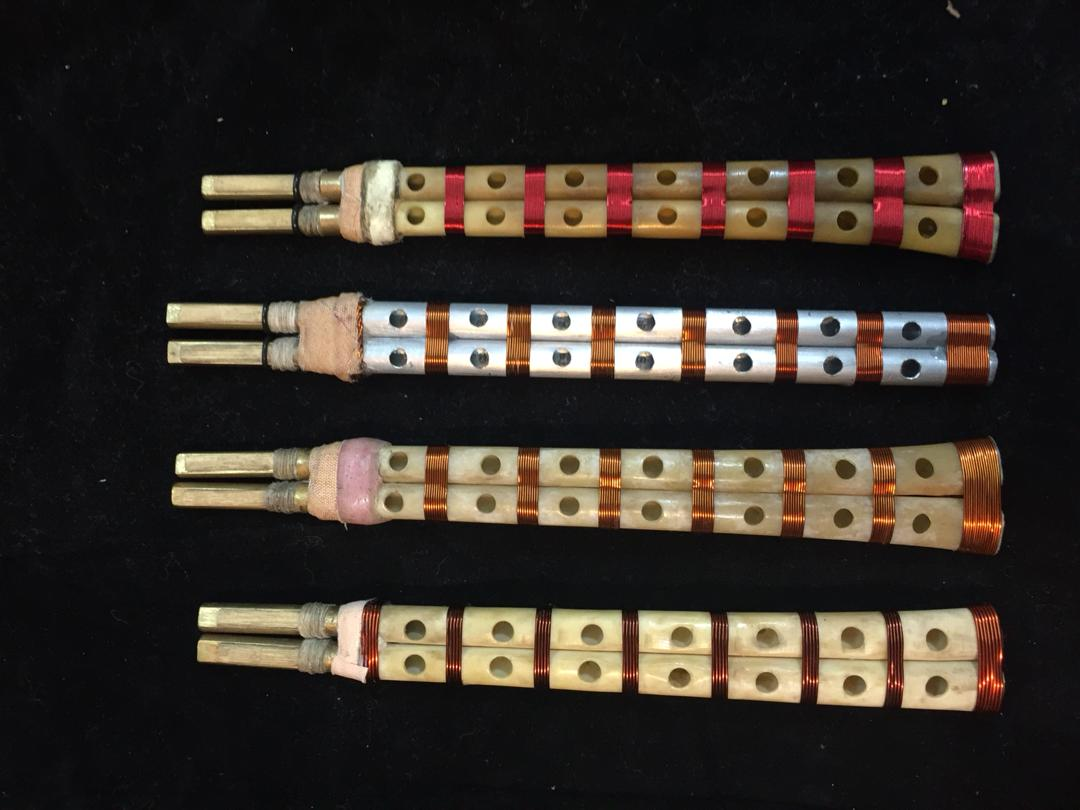
نمونه ای از چهار قوشمه هفت سوراخ در کنار هم. سه قوشمه استخوانی و یک قشمهٔ آلمینیومی

قوشمه یا دوسازه یا جفتی از سازهای بادی و محلی استان خراسان می‌باشد. این ساز از دو استخوان متصل به درازای ۲۰ سانتیمتر که در کنار هم چسبیده‌اند، تشکیل شده است. قشمه دارای هفت، شش یا پنج سوراخ در روی ساز می‌باشد و فاقد سوراخ پشتی است. کامل‌ترین گونه آن قوشمهٔ هفت سوراخ است که با دارایی یک اکتاو کامل، می‌تواند هفت نت اصلی را بنوازد.

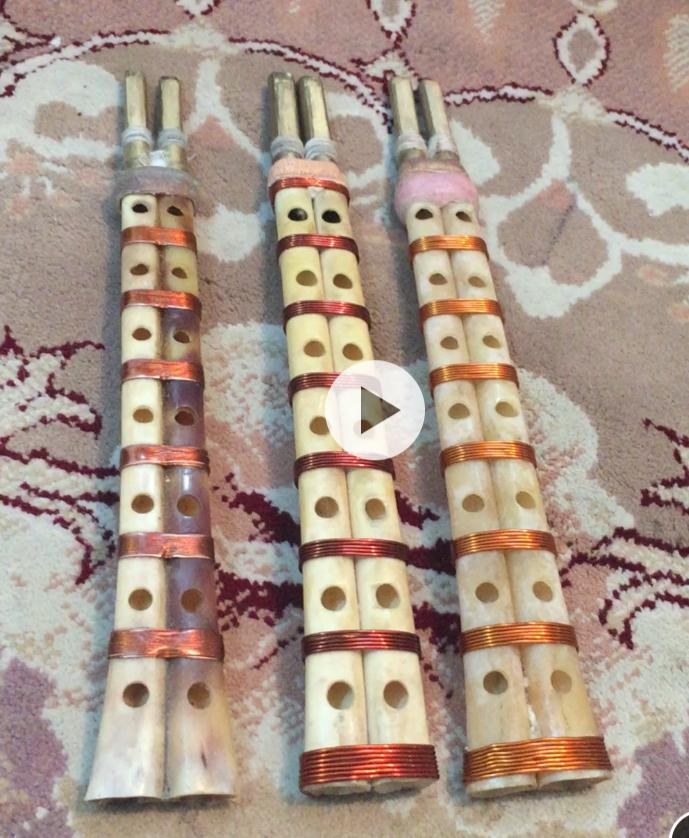
نمونه‌های از قشمه‌های استخوانی هفت سوراخ با اندازه‌های متفاوت

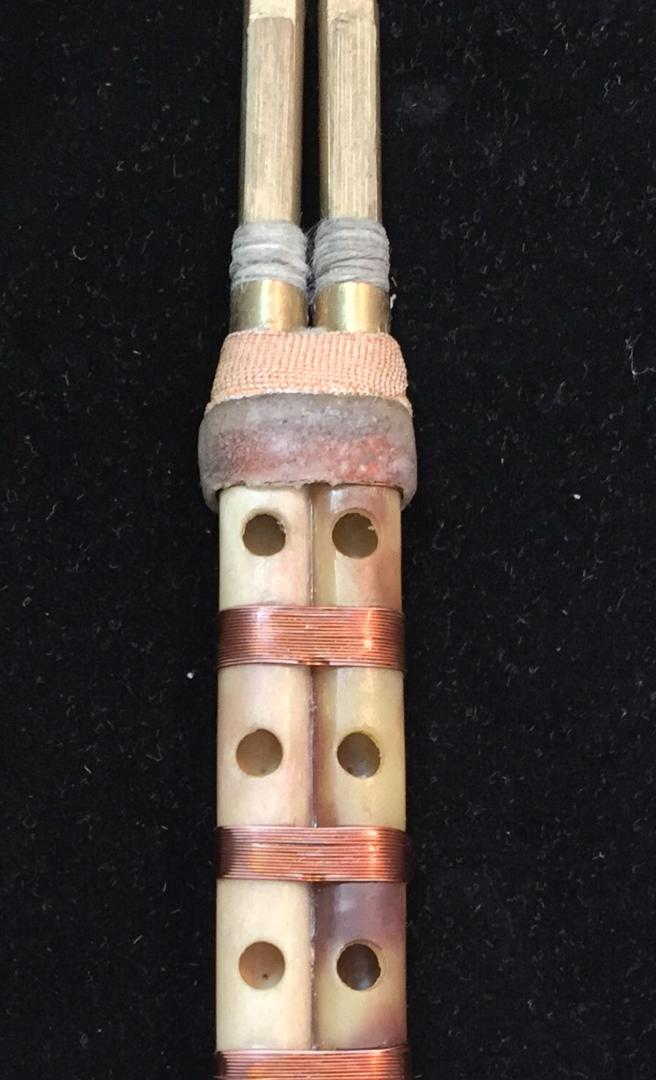
سرساز از جنس برنج و قمیش که با نخ روی آن بسته شده است

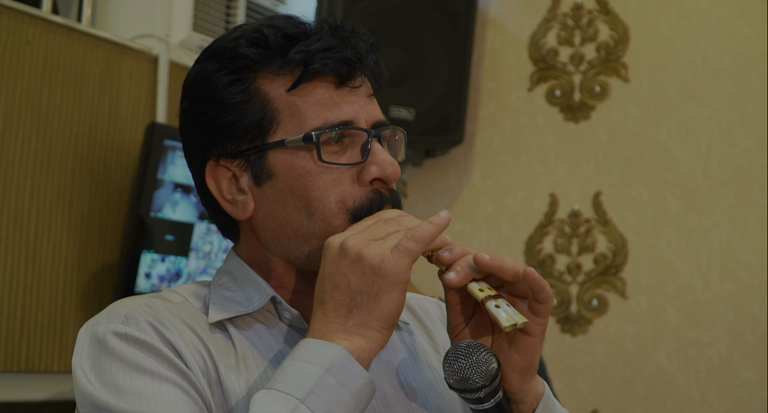
حسین صالح آبادی در حال نواختن قشمه و همزمان اجرای فن نفس گردان

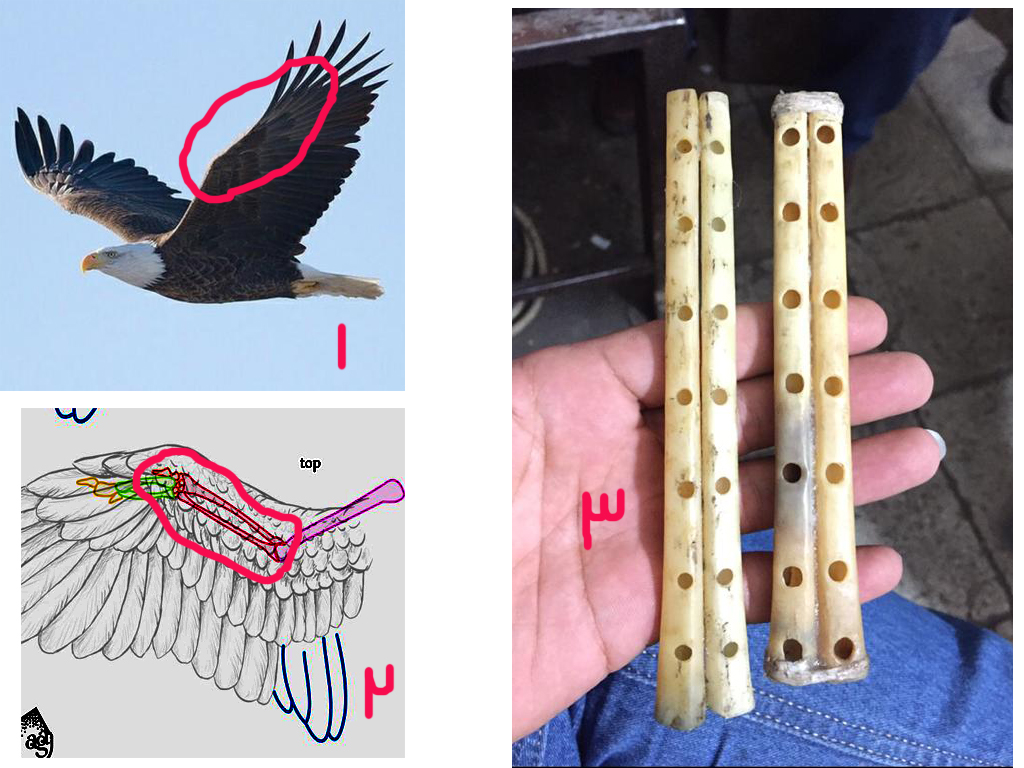
تصویر اول بال‌های عقاب است و دور سربال خط کشده شده است. تصویر دوم عکس آناتومی بال عقاب است و دور استخوانی که برای ساخت قوشمه مناسب است خط کشیده شده (استخوان شیب دار) و تصویر سوم نمونه استخوان در مرحله پرداخت است که سوراخ شده و در حال آماده‌سازی برای ساخت قوشمه است.

مردمان شمال خراسان، از این ساز در مجالس شادی و رقص خود استفاده می‌کنند. در مرکز و غرب خراسان (نیشابور، سبزوار و کاشمر) به این ساز «دو نیه» و «دوسازه (دو سَزَ)» می‌گویند. این ساز به نام «جفتی» نیز شناخته می‌شود. بهترین نوازندگان قوشمه در شمال خراسان و بهترین سازندگان ساز و سرساز در سبزوار قرار دارند. ساز قشمه به ساز «نی‌انبان» در جنوب شباهت دارد.

## ساختمان ساز
جنس اصلی این ساز از استخوان بال عقاب، قوش یا پرندگان شکاری درشت جثه می‌باشد (استخوان کرکس به علت بزرگی بیش از حد برای این کار مناسب نیست). عده ای نیز با استخوان درنا این ساز را می‌سازند. بدین شکل که استخوان سر بال جسد تلف شدهٔ حیوان را که جدا کرده و بعد از پرداخت و آماده‌سازی، سوراخ می‌کنند و دو استخوان را با چسب یا موم و عسل به هم می‌چسبانند و با سیم مسی فاصلهٔ بین سوراخ‌ها را تزیین می‌کنند. عده ای از سازگرها معتقدند استفاده از چسب زنگ صدای ساز را می‌گیرد و مناسب نیست.
سازنده‌های قوشمه آن را با مته ای مخصوص سوراخ می‌کنند و بسیار مهم است که سوراخ‌ها کاملاً روبروی هم و هم اندازه و در تناسب با اندازهٔ استخوان باشد. قشمه‌هایی که در مرحله ساخت سوراخ‌های کوچک داشته باشند صدای خفه ای دارند و پرتاب صدا ندارند. از طرفی اگر سوراخ‌ها بیش از حد بزرگ باشد صدا ضعیف و کم حال می‌شود. مهم‌ترین نکته روبروی هم بودن دقیق سوراخ‌ها است که در صورتی که روبروی هم نباشد باعث خروجی صدای اضافه و فالش زدن ساز می‌شود.
قدیمی‌ها بر این باور بودند که برای ساخت قشمه باید عقاب مرده پیدا کرد و اگر حیوان را به قصد ساخت قشمه شکار کنی، گناه فراوانی دارد و آن ساز خیر نخواهد داشت. متأسفانه تعداد عقاب‌هایی که در طول سال‌های متوالی در خراسان فقط به قصد ساخت قوشمه شکار شده‌اند، کم نبوده است.
از آنجا که پیدا کردن قوشمه استخوانی کار ساده ای نیست و قیمت بالایی دارد و در مقابل ضربه و افتادن بسیار شکننده و آسیب‌پذیر است، عده ای این ساز را با نی، لوله مسی، آلمینیوم و پلاستیک هم ساخته‌اند. اما طبق نظر اساتید بهترین صدادهی قشمه در نوع استخوان آن است.
در سالهای اخیر حمید ذبیحی یکی از نوازندگان قوشمه در سبزوار توانست با قالب‌گیری و تزریق پلاستیک، قوشمه پلاستیکی درست کند که کیفیت صدای قابل قبولی دارد، جلو شکار بی رویهٔ عقاب‌ها را می‌گیرد و از قیمت بسیار پایین‌تری نسبت به قوشمهٔ استخوانی برخوردار است.

## سرساز
بر روی استخوان دو سرساز قرار دارد که سبب صدادهی ساز می‌شود. این سر سازها در قدیم از انتهای نی‌های نازک تهیه می‌شد. بدین شکل که با برش روی لبهٔ نی و ایجاد یک زبانه سرساز می‌ساختند. سرسازهای قدیم پس از چند دقیقه نواختن خیس می‌شد و به ساز می‌چسبید و صدا را خراب می‌کرد. امروزه برای ساخت سرساز از تراشه‌های برنجی استفاده می‌شود و قمیش را با نخ بر روی آن می‌بندند. قمیش خود از جنس یک نوع نی مخصوص است که در سازهایی مثل کلارینت هم استفاده می‌شود و قیمت نسبتاً بالایی دارد.
استاد ابتدا قمیش را با مهارت خاصی تراش می‌دهد. بستن قمیش بر روی سرساز باید توسط استاد انجام شود و هر استاد با توجه به سلیقه و میل خود قشمه اش را کوک می‌کند. کوک قشمه می‌تواند در وضعیت کم نفس (با صدا دهی کمتر و نیاز به نفس و دمیدن کمتر) و پر نفس (با صدا دهی بیشتر و نیاز به نفس و دمیدن بیشتر) باشد.
استادها معمولاً هر دو سرساز را روی یک نت کوک می‌کنند و این اتفاق به صورت گوشی است (یعنی استاد ساز را با گوش دادن و بدون دیاپازون یا تیونر کوک می‌کند). در مواردی استاد یک سرساز را روی یک نت و یک سر ساز را روی همان نت با گام متفاوت کوک می‌کند که ممکن است از نظر سایرین به نظر برسد که ساز کوک نیست اما این نوع کوک سلیقهٔ خود استاد است و برای برنامه‌ها و اهنگ‌ها و مقام‌های خاص استفاده می‌شود. از نظر نت این ساز بیشتر روی یکی از نت‌های فا - سل - لا - کوک می‌شود. رایج‌ترین کوک سرسازهای قشمه بین فا و سل در گام ماژور است.

## نواختن
قوشمه همیشه با همراهی دهل، دایره، دف، طبله یا سازهای کوبه ای نواخته می‌شود. عده ای در مراسم‌های عروسی این ساز را با ریتم (مترونوم) کیبورد همراه می‌کنند.
قبل از نواختن قشمه باید آن را کوک کرد. نوازنده این کار را با زبان خود انجام می‌دهد. او برای زیر و بم کردن صدای ساز و همسان سازی سرسازها از زبان و آب دهان خود استفاده می‌کند.

### گرداندن نفس
مهم‌ترین و سخت‌ترین قسمت در یادگیری ساز قشمه فن "نفس گردان" یا "نفس گردون" است. بدین صورت که نوازنده باید بدون قطع شدن نواختن ساز، پیوسته در ساز بدمد و برای تنفس در لحظه باید بتواند هوا را در لُپ‌هایش ذخیره کند و از لُپ‌ها در ساز بدمد و در همان موقع که ریه بیکار می‌ماند از بینی نفس بکشد.
این فن تنها با تمرین و ممارست به دست می‌آید و عده ای با نی و لیوان آب و عده ای با شیر آب نفس گردون را تمرین می‌کنند.
قشمه جز سازهای محلی و موسیقی مقامی است و نواختن آن در مقام‌های مختلف شکل می‌گیرد؛ مثلاً مقام شاه ختایی. مقام الله مزار. مقام چهار بیتی. مقام رقص چوب و یک قرصه و دوقرصه.
این ساز از لحاظ اندازه جز کوچک‌ترین سازهای جهان است که به نسبت اندازه اش یکی از بلندترین صداهای ممکن را تولید می‌کند.

## خرید و فروش و تهیه
سازندگان ساز قشمه معمولاً استخوان را از شکارچیان یا چوپان‌ها یا روستائیان خریداری می‌کنند. سپس متناسب با اندازه دهانه استخوان سرساز متناسب را برای آن تراش می‌دهند و قمیش را روی آن می‌بندند و ساز را می‌فروشند. قیمت قشمه استخوانی با توجه به اندازه، جنس استخوان، کیفیت ساز، تناسب سوراخ‌ها و کوک بودن وپرتاب صدا متفاوت است، اما در مجموع قشمه قیمت بالایی دارد و برای یک قشمه متناسب با استانداردهای لازم باید معادل مبلغ، بین ۱۰۰ تا ۲۰۰ دلار آمریکا هزینه کرد.

## نوازندگان معروف قوشمه
- - مرحوم استاد علی ابچوری در بجنورد
- منوچهر یزدانی در مانه و سملقان
- استاد علی اکبر بهاری در چناران( دکترای موسیقی)
- خان محمد آدینه در شیروان
- فرهاد باغچقی نوازنده جوان و صاحب سبک در بجنورد
- مرحوم استاد اسماعیل سازنده در سبزوار
- حسین صالح آبادی در سبزوار
- هادی سخن نوازنده و سازندهٔ چیره‌دست‌ساز و سرساز در سبزوار
- حسین رفیعی در سبزوار
- هادی درقدمی سازنده چیره‌دست‌ساز قوشمه در سبزوار
- اصغر آذری در کاشمر
- قاسم قلیپور در اسفراین
- حسن آقایی در اسفراین
- مهدی مهنانی در بجنورد